# La Clota
La Clota es un barrio de Barcelona situado dentro del distrito municipal de Horta-Guinardó. Situado en una depresión entre El Carmelo y el paseo del Valle de Hebrón, en el suroeste de Horta; limitado por la calle Lisboa, la avenida del Cardenal Vidal Barraquer y la avenida del Estatuto de Cataluña. La Clota es uno de los núcleos de población más antiguos del distrito. Desde el pequeño espacio primigenio, se fue extendiendo por la plana de la casa Tarrida, una antigua masía del siglo XIII, hoy desaparecida. Era una barriada popular de torres y casas con huertos.

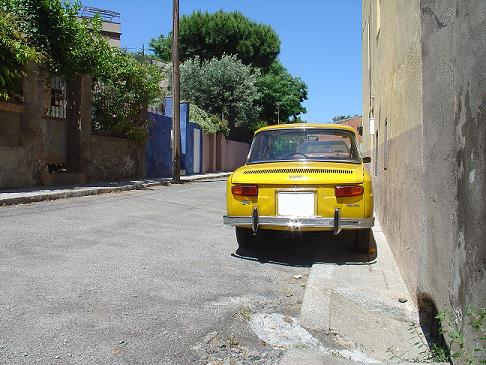
La Clota

Confluían, camino de la rambla de Horta, el torrente de San Ginés, el de las catorce plumas y el de la Ginesa. Eso posibilitó el desarrollo de un gran número y variedad de instalaciones hidráulicas, como pozos y acequias, que fueron el origen de la fama de Horta como reserva de agua de Barcelona y que favoreció la implantación de muchas lavanderías. 
El crecimiento urbano de la Clota no ha sido muy intenso, y ha mantenido hasta hoy ese aire rural que constituye una notable singularidad en la Barcelona actual. Coexisten las casas bajas y masías centenarias con huertos, con un pequeño núcleo formado por edificaciones autoconstruidas. Todavía quedan algunos talleres como carpinterías, marmolerías y herrerías.